# Funny Girl
Funny Girl je americký muzikál autorů Isobely Lennartové, Jula Styna a Boba Merrilla. Premiéru měl v lednu roku 1964. Námětem byl skutečný příběh herečky Fanny Briceové, která působila v divadlech v New Yorku v období před první světovou válkou a po ní, a jejího manžela Nicka Arnsteina.

## Historie
Muzikál Funny Girl byl poprvé uveden 26. března 1964 ve Winter Garden Theatre. Celkový počet představení na Brodwayi dosáhl počtu 1 348. Muzikál se hned po uvedení stal velkým hitem. Kritika zejména vyzdvihovala výborný výkon hlavní představitelky Fanny Barbry Streisandové. Producentem muzikálu byl Ray Stark. Funny Girl byl nominován na osm Cen Tony, ale v konkurenci muzikálu Hello, Dolly! se nedokázal ani v jedné kategorii prosadit. V Anglii měl muzikál premiéru 13. června 1966 v Price of Walws Theatre.

## Písně
První jednání
- „Overture“ – orchestr
- „If a Girl Isn't Pretty“ (Není-li dívka dost hezká) – paní Strakoshová, paní Briceová, Eddie Ryan a company
- „I'm the Greatest Star“ (Jsem největší hvězda) – Fanny Briceová
- „Cornet Man“ (Ty trápit mě smíš) – Fanny Briceová, Snub Taylor a Keeneyho sbor
- „Who Taught Her Everything?“ (Kdo naučil ji to, co zná?) – paní Briceová a Eddie Ryan
- „His Love Makes Me Beautiful“ (Dík lásce tvé jsem nádherná) – Ziegfeldův tenor, Ziegfeldova děvčata a Fanny Briceová
- „I Want to Be Seen With You Tonight“ (Dnes nechci být sám) – Nick Arnstein a Fanny Briceová
- „Henry Street“ – sousedé z Henry Street
- „People“ (Lidé) – Fanny Briceová
- „You Are Woman, I Am Man“ (Ty jsi žena, muž jsem já) – Nick Arnstein a Fanny Briceová
- „Don't Rain on My Parade“ (Dneska svůj den mám) – Fanny Briceová

Druhé jednání
- „Entr'acte“ – orchestr
- „Sadie, Sadie“ (Vdaná lady) – Fanny Briceová a přátelé
- „Find Yourself a Man“ (Schází tu chlap) – paní Strakoshová, paní Briceová a Eddie Ryan
- „Rat-Tat-Tat-Tat“ – Ziegfeldova company a Fanny Briceová
- „Who Are You Now?“ – Fanny Briceová
- „The Music That Makes Me Dance“ – Fanny Briceová
- „Don't Rain on My Parade (Reprise)“ – Fanny Briceová

## Filmová adaptace
I hlavní roli ve filmové adaptaci získala rovněž Barbra Streisandová. Jejího hereckého partnera ztvárnil Omar Sharif. Režisérem byl William Wyler. Ten byl známý především svým nekompromisním přístupem k hercům. Ústřední dvojici často řešil tehdejší bulvár, nejprve přinesl zprávu, že se nesnášejí, později o tom, že jsou milenci, což podložil fotkami z natáčení. Sharif později uvedl, že určitý vztah mezi nimi byl. Premiéra filmu proběhla 18. září 1968. Film se stal rychle hitem a v kinech vydělal přes 26,5 milionů dolarů. To byla na tehdejší poměry velmi slušná částka. Za tuto roli byla Barbra později oceněna Akademií a získala také Oscara za nejlepší ženský herecký výkon v hlavní roli.

## Děj
V New Yorku žije mladá začínající herečka Fanny Briceová, která touží být slavná. Rozhodne se tedy zkusit své štěstí v Keeneyho divadle. Je jiná než ostatní dívky, není ideálem krásy, tudíž ji ředitel odmítá přijmout. Eddie, jeho pomocník, jí poskytne ještě jednu šanci. Nasadí Fanny do čísla s kolečkovými bruslemi, což se ukáže nejprve jako velká chyba, dívka to na poslední chvíli zachrání svou improvizovanou písní. Keeney ji tedy přijme. Po onom představení se Fanny setkává s Nickem Arnsteinem, který byl Fanny tak uchvácen, že se s ní musel setkat osobně. Jen díky němu dostane dívka přidáno, ale netuší, že se s tímto mužem nesetkává naposledy.
Po tomto úspěchu se ozve i samotný Florenc Ziegfeld, který chce s Fanny udělat jednu ze svých děvčat. Dívka tedy dorazí na konkurz, po kterém dostane místo dokonce i ve finálovém čísle. Odmítá však zpívat jednu část písně o tom, že je ideální a krásná žena. Nedovolí si ale odporovat svému zaměstnavateli. V písni „His Love Makes Me Beautiful“ (Dík lásce tvé jsem nádherná) se chopí příležitosti a dá si vycpávku pod svatební šaty, aby vypadala jako těhotná. Pan Ziegfeld je nejprve značně naštvaný, ale když vidí, jaký má Fanny úspěch u diváků, všechna zlost ho rázem přejde. Po show se Fanny opět potkává s Nickem, který ji zve na večeři, ale její matka pořádá večírek, takže jdou nakonec na něj. Zde Fanny představí Nicka své matce a dlouho do noci si povídají. Nick Arnstein nepracuje u divadla, jak by se dalo očekávat, nýbrž se živí sázením na koně a hazardem v kasinech. Nick musí odcestovat, takže se s ním Fanny musí zase na chvíli rozloučit.
S Fanny a Nickem se opět setkáváme v Baltimoru, kde jsou spolu na večeři. Zde se značně sblíží, ale jen co Nick oznámí, že musí za prací do Evropy, nálada se prudce zhorší. Fanny se rozhodne – pojede s ním. V Evropě se pár vezme a za nějakou dobu se vrací zpět do Ameriky. Zde Nick Fanny koupí luxusní dům. Fanny také Nickovi sdělí radostnou novinu – bude tatínkem. Avšak tato idyla nemůže trvat věčně – Nickovi se v sázení nedaří, rozhodne se věnovat své peníze do stavby nového kasina na Floridě. Smůla se mu očividně lepí na paty, protože Floridou se prožene hurikán a je po kasinu.
Vztah manželů začíná být značně vyhrocený, Fanny chce, aby byl Nick na každém jejím představení, ale on se snaží vydělat peníze, aby jí dokázal, že nemusí žít pouze z jejich prostředků. Avšak po tragédii s kasinem je Nick úplně na dně, rozhodne se pro riskantní obchod s cennými papíry, které jsou falešné. Nick je souzen a dostane 18 měsíců. Fanny se ho snaží dostat ven, ale její manžel se k činu dobrovolně přiznal. Po propuštění z vězení proběhne mezi manželi konfrontace, oba uznají, že jejich vztah nemá budoucnost. Ale Fanny nikdy nezapomene na toho Nicka, který ji tak okouzlil a který byl její první opravdovou láskou.

## České verze
Muzikál nastudovalo Ústecké divadlo v hlavní roli s Monikou Absolonovou, která za tuto roli obdržela roku 2011 Cenu Thálie, režie se chopil Lumír Olšovský. V Městském divadle Brno se režie ujal německý režisér Pavel Fieber.

### Brněnská verze
V Brně uvádějí muzikál v překladu Jiřího Joska a pod režií Pavla Fiebera, německého režiséra, který tento muzikál již jednou režíroval, a to v Ulmu. Při premiérovém obsazení hrála Fanny Radka Coufalová a Nicka Aleš Slanina. Představení je uváděno na Soudobé hudební scéně, která umožňuje dokonce i létání hlavní představitelky ve scéně Labutí jezero. Délka představení činí 2 hodiny a 25 minut včetně jedné dvacetiminutové přestávky. Pro divadlo je to druhá inscenace šedesáté osmé sezony 2012/2013.

#### Obsazení hlavních rolí
| Radka Coufalová nebo Hana Holišová | Fanny Briceová    |
| Lukáš Vlček nebo Aleš Slanina      | Nick Arnstein     |
| Igor Ondříček nebo Denny Ratajský  | Eddie Ryan        |
| Zdeněk Junák nebo Ladislav Kolář   | Florenc Ziegfeld  |
| Hana Horká nebo Zdena Herfortová   | paní Briceová     |
| Jana Musilová                      | paní Strakoschová |
| Květoslava Ondráková               | Paní Meekerová    |
| Miloslav Čížek nebo Jan Mazák      | Tom Keeney        |
| Magda Vitková                      | Emma              |